# Дуб австрийский
Дуб австри́йский (лат. Quercus cerris) — крупное широколиственное дерево, вид рода Дуб семейства Буковые (Fagaceae). Входит в специальную секцию Cerris, которая включает виды дуба, созревание желудей которых происходит на второй год.
Другие название на русском языке: Дуб кошенильный, Дуб турецкий.

## Распространение
Дерево естественным образом распространено в Южной и Центральной Европе, его ареал простирается от южной Франции, Италии, Швейцарии, Австрии, Венгрии через страны Балканского полуострова до северо-востока Малой Азии, заходя в Сирию и Ливан. Доминирующий вид дуба в бассейне Средиземного моря. Обычен в культуре в Западной Европе.
На территории России вид впервые был интродуцирован в 1821 году в Никитском саду. Произрастает в Сочи, на Северном Кавказе — Краснодар, под Пятигорском. Есть в Батуми. Встречается и на территории юга Украины и в Закарпатье, около румынской границы.

## Ботаническое описание
Крупное дерево высотой до 40 метров и диаметром ствола до 1,5—2 метров, с хорошо развитой корневой системой с раскидистой шатровидной кроной. Живёт 120—150 лет. Ствол покрыт растрескивающейся корой чёрно-бурого цвета. Побеги густо покрыты звездчатыми волосками, образующими опушение жёлто-зелёного цвета.
Листья удлинённо-овальные или обратнояйцевидные, сидят на черешках длиной от 5 до 20 мм. Листовые пластинки плотные, кожистые, тёмно-зелёного цвета, осенью буроватые, длиной до 12 см, шириной до 6 см, в основании закруглённые или немного сердцевидные, с краями глубоко-зубчатыми или даже лопастными; лопастей с каждой стороны может быть от 4 до 8, каждая лопасть заканчивается коротким (1 мм) остриём. 
Цветение проходит с мая по июль, плодоношение наступает в октябре следующего года.
Плод — жёлудь 2,5—3 см длиной.
- Плоды — Тулузский музеум
- Жёлудь с листьями
- Листья

## Применение
В культуре используется для озеленения и паркового строительства, характеризуется умеренно быстрым ростом, обладает устойчивостью к болезням и вредителям. Способен переносить морозы до минус 29 °C.
Древесина уступает другим видам, в частности дубу скальному (Quercus petraea) и дубу черешчатому (Quercus robur) и используется для грубой обработки, в частности строительства опалубки и как топливо.